# Resolució 255 del Consell de Seguretat de les Nacions Unides
La Resolució 255 del Consell de Seguretat de les Nacions Unides, aprovada el 19 de juny de 1968, després que un gran nombre d'estats van començar a subscriure's al Tractat sobre la no proliferació de les armes nuclears, el Consell va reconèixer que l'agressió amb armes nuclears o l'amenaça amb això contra un estat sense armes nuclears crearia una situació en què el Consell de Seguretat i, sobretot, els seus Estats membres amb armes nuclears haurien d'actuar immediatament d'acord amb les seves obligacions segons la Carta de les Nacions Unides.
El Consell també va acollir amb beneplàcit la intenció expressada per determinats estats que proporcionaran o donaran suport immediat a un estat no posseïdor d'armes nuclears signant del tractat víctima d'un acte o objecte d'amenaça en què s'utilitzin armes nuclears i reafirmar el dret inherent a la defensa individual i col·lectiva.
La resolució es va aprovar amb deu vots contra cap; Algèria, Brasil, França, Índia i Pakistan es van abstenir.